# John Tlale
John Tlale (Kroonstad, 15 maggio 1967) è un allenatore di calcio ed ex calciatore sudafricano, di ruolo portiere.

## Carriera

### Nazionale
Con la maglia della nazionale ha partecipato a tre edizioni della Coppa d'Africa, vincendone una.

## Palmarès

### Nazionale
- Coppa d'Africa: 1

Sudafrica 1996